# بورتر هول
بورتر هول (بالإنجليزية: Porter Hall)‏ مواليد 19 سبتمبر 1888 في سينسيناتي، الولايات المتحدة - الوفاة 6 أكتوبر 1953 في لوس أنجلوس، هو ممثل أمريكي بدأ مسيرته الفنية سنة 1926. امتدت مسيرته الفنية لأكثر من 27 عاما.

## الأعمال
- الرجل النحيف
- قصة لويس باستور
- السيد سميث يذهب إلى واشنطن
- ذاهب في طريقي
- تعويض مزدوج
- دماء على الشمس
- معجزة في شارع 34

## روابط خارجية
- بورتر هول على موقع IMDb (الإنجليزية)
- بورتر هول على موقع تيرنر كلاسيك موفيز (الإنجليزية)
- بورتر هول على موقع أول موفي (الإنجليزية)
- بورتر هول على موقع قاعدة بيانات برودواي على الإنترنت (الإنجليزية)
- بورتر هول على موقع قاعدة بيانات الأفلام السويدية (السويدية)
- بورتر هول على موقع إن إن دي بي (الإنجليزية)
- بورتر هول على موقع ديسكوغز (الإنجليزية)
- بورتر هول على موقع قاعدة بيانات الفيلم (الإنجليزية)